# Diskurzivní psychologie
Diskurzivní psychologie (DP) je jedním ze směrů diskurzivní analýzy. V 80. letech 20. století se vyvinula z diskurzivní analýzy, kterou někteří viděli jako neslučitelnou s mainstreamovou psychologií.

## Definice
Diskurzivní psychologie je poměrně nový pojem, který se stále vyvíjí, a proto ani jeho definice není zcela ustálena. Čerpá z mnoha dalších disciplín – rétorika, diskurz, sociologie, entometodologie.
Potter a Edwards, hlavní představitelé, definují tento pojem následovně: „Diskurzivní sociální psychologie aplikuje myšlenky diskurzivní analýzy na hlavní témata sociální psychologie. Nejedná se však o psychologii jazyka, nýbrž o přístup k psychologii, který využívá praktické a realitu vytvářející prvky diskurzu jako klíčové.“
Podle Alexy Hepburn a Sally Wiggins: „Diskurzivní psychologie je obecný název pro řadu výzkumů prováděných v různých mezioborových souvislostech – komunikace, jazyk, sociologie a psychologie. Přesouvá teoretické a analytické zaměření z jednotlivých kognitivních událostí a procesů do situované interakce.“

## Stručná historie
První zmínku o diskurzivní analýze, ze které se následně vydělila diskurzivní psychologie, můžeme nalézt v knize Discourse and Social Psychology od Jonathana Pottera a Margaret Wetherell z roku 1987. Pojem diskurzivní psychologie jako takový poprvé použili Potter a Edwards v díle Discursive Psychology v roce 1992.

## Teoretické principy diskurzivní psychologie
Diskurzivní psychologie je založena na třech základních principech diskurzu.

### Diskurz je

#### 1. Constructed and constructive
Je konstruován tak, že je tvořen jednotlivými částmi, stavebními kameny, jako jsou slova, idiomy, metafory atd., které jsou v průběhu interakce a při vykonávání konkrétních činností čerpány a stavěny. Zároveň konstruktivní v tom smyslu, že vytváří různé verze světa, které jsou produktem komunikace jako takové a neexistují apriori.

#### 2. Action-oriented
Při psaní a mluvení vykonáváme nějakou akci. To se může jevit jako jednoznačné vzhledem k tomu, že mluvení i psaní jsou přirozeně akce samy o sobě. V tomto případě jsou ale brány jako víc než to. Diskurz je hlavním prostředkem sociální interakce, kdy komunikujeme tak, že například soudíme, obviňujeme, vybízíme nebo lichotíme. A proto, abychom oddělili mluvení od akce, musíme vytvořit falešný rozpor a přehlédnout způsoby, jak mluvení dosahuje věcí samo o sobě.

#### 3. Situated
Diskurz je situován uvnitř nějakého konkrétního prostředí, například školní třída, nemocnice nebo rodinný oběd. Je také situován rétoricky. Uvnitř konkrétního argumentačního rámce. Tvrzení a popisy, které se vyskytují v rozhovoru, jsou často koncipovány tak, aby nemohly být  vyloučeny jako nepravdivé, částečné nebo zaujaté. To znamená, že mohou být defenzivní i ofenzivní. Billig tvrdí, že když lidé nabízejí hodnocení něčeho, obvykle čelí jinému hodnocení.

## Představitelé
Sarah Seymour-Smith dělí představitele diskurzivní psychologie do dvou skupin. První z nich obvykle používá jako metody výzkumu focus groups a rozhovor. Druhá skupina se zaměřuje na sekvenční strukturu v rámci konverzační analýzy.

### Margaret Wetherell
Margaret Wetherell (*24. listopadu 1954) je jednou z ústředních osobností diskurzivní psychologie, potažmo diskurzivní analýzy, na kterou pohlížela skrz své katolické vyznání. Wetherell působila 23 let na Open University, kde se věnovala svému výzkumu diskurzu, teoriím vývoje, metodám pro sociální výzkum a studiu identit. V současné době učí na Univerzitě v Aucklandu, kam se vrátila po 30 letech své akademické kariéry ve Velké Británii. Její dílo napsané spolu s Jonathanem Potterem Diskurz a sociální psychologie: Za postoji a chováním z roku 1987 patří mezi nejzásadnější díla diskurzivní psychologie a je spojeno právě s jejími začátky.

### Jonathan Potter
Jonathan Potter (* 8. června 1956) je spolu s Derekem Edwardsem považován za zakladatele diskurzivní psychologie. Od roku 1986 působil na Univerzitě Loughborough jako profesor a následně i děkan a v současnosti je děkanem School of Communication and Information na Rutgers University v New Jersey. Mezi jeho stěžejní díla patří například kniha Discursive Psychology, kterou napsal právě s Edwardsem.